# Contarinia pastinacae
Contarinia pastinacae är en tvåvingeart som först beskrevs av Ewald Rübsaamen 1892.  Contarinia pastinacae ingår i släktet Contarinia och familjen gallmyggor. Inga underarter finns listade i Catalogue of Life.